# Нуньес, Лоран
Лоран Нуньес (фр. Laurent Nuñez; род. 19 февраля 1964, Бурж) — французский полицейский и политик, государственный секретарь при министре внутренних дел Франции (2018—2020).

## Биография
Родился 19 февраля 1964 года в Бурже, в 1989 году начал работать налоговым инспектором. В 1997 году окончил Национальную школу администрации, в 2012 году возглавил канцелярию полицейского префекта Парижа, в 2015 назначен префектом полиции в Буш-дю-Рон.
22 июня 2017 года назначен генеральным директором внутренней безопасности.
16 октября 2018 года назначен государственным секретарём при новом министре внутренних дел Франции Кристофе Кастанере во втором правительстве Эдуара Филиппа.
6 июля 2020 года при формировании правительства Кастекса исключён из состава Кабинета.
15 июля 2020 года назначен координатором изучения и противодействия терроризму при президенте Франции.
11 марта 2021 года на фоне идущего в Париже судебного процесса над арестованным в 2016 году за подготовку теракта Редой Крикетом (Reda Kriket) Нуньес заявил в интервью газете Le Figaro, что Исламское государство возродилось в подполье и по-прежнему представляет террористическую опасность.